# بشائر طيبة
بشائر طيبة: نبوءات الساحرة آغنيس نوتر الجميلة والصحيحة (1990) هي رواية كتبها المؤلفان الإنجليزيان تيري براتشيت ونيل غيمان، ورُشّحت لجائزة القصة الخيالية العالمية.
هي كتاب كوميدي يتحدث عن ولادة ابن الشيطان واقتراب نهاية الزمان. هناك محاولات من قبل الملاك أزرافيل والأفعى كراولي لمنع حدوث نهاية العالم بعد أن اعتادا على مكانهما المريح في إنجلترا. تظهر إحدى حبكات القصة الفرعية في مستشفى ريفي صغير في يوم ولادة المسيح الدجال، آدم، الذي يعيش مع العائلة الخطأ في المكان الخطأ. تقتضي حبكة فرعية أخرى استدعاء الفرسان الأربعة إلى نهاية العالم. في عام 2003، أُدرجت الرواية في المرتبة 68 في استطلاع دراسات استقصائية أجرته قناة بي بي سي.

## ملخص الحبكة
إنها نهاية الزمان: اقتربت نهاية العالم، والحساب الإلهي سوف ينزل قريبًا على الجنس البشري. تأتي هذه الأخبار السيئة عن طريق الملاك أزرافيل (وهو حارس البوابة الشرقية لعدن) والشيطان كراولي (وهو الثعبان الذي أغوى حواء لتناول التفاحة عندما كان اسمه في الأصل كراولي)، وهما، على الترتيب، ممثلا الجنة والجحيم على الأرض، إذ اعتادا أن يعيشا حياتهما الهنية وبدأا، بطريقة سلبية، بالإعجاب بالبشر. على هذا النحو، نظرًا إلى أنهما صديقان مقرّبان (رغم أنهما يمثلان ظاهريًا الضدين القطبيين للخير والشر)، فقد قررا العمل معًا لمراقبة المسيح الدجال، والذي سيكون نجلًا لدبلوماسي أمريكي مرموق يعيش في بريطانيا، وبالتالي التحقق من أنه سيكبر ليكون من الصعب عليه الاختيار بين الخير والشر، وبهذه الطريقة، يستطيعان تأجيل نهاية العالم.
في الواقع، الطفل ورلوك، الذي يعتقد الجميع أنه المسيح الدجال، هو مجرد صبي عادي يبلغ من العمر أحد عشر عامًا. لكن المسيح الدجال الحقيقي هو آدم يونغ، وهو شخص يتمتع بشخصية جذابة ويبلغ من العمر 11 عامًا يعيش في لور تادفيلد في أوكسفوردشير، وهي مدينة ريفية في بريطانيا. على الرغم من كونه نذيرًا لنهاية العالم، فقد عاش حياة طبيعية تمامًا، وهو ابن لعائلة إنجليزية تقليدية، وبالتالي ليست لديه أدنى فكرة عن قواه الحقيقية. لديه ثلاثة أصدقاء مقربين -بيبر ووينسليدل وبريان- شكلوا عصابة يُشار إليها باسم «هم» من قِبَل البالغين.
مع اقتراب نهاية العالم، يستخدم آدم قواه بهدوء وسذاجة، وذلك بتغيير العالم ليتناسب مع الأشياء التي يقرؤها في مجلة نظرية المؤامرة، مثل قصة قارة أطلانتس المفقودة وإرساله مجموعة من الرجال صغار القامة بلون أخضر (ليتل غرين مين) إلى الأرض لتقديم رسالة حسن النية والسلام. في هذه الأثناء، يتجمع الفرسان الأربعة لنهاية العالم وهم: الحرب (مراسل حرب)، والموت (راكب دراجة نارية)، والمجاعة (اختصاصي التغذية والوجبات السريعة)، والتلوث (وهو الأصغر بينهم؛ تقاعد الوباء بعد اكتشاف البنسلين). إن نبوءات آغنيس نوتر، وهي ساحرة في القرن السابع عشر، تتحقق بسرعة كبيرة وبشكل لا يصدق (رغم دقتها التي تجعلها عديمة الفائدة).
كانت آغنيس نوتر ساحرة من القرن السابع عشر وهي الرسول النبوي الحقيقي الوحيد الذي عاش على الإطلاق. كتبت كتابًا تحت عنوان نبوءات لطيفة ودقيقة للساحرة آغنيس نوتر، وهو مجموعة من النبوءات التي لم تُبَع جيدًا بسبب عدم روعتها، وغموضها، وصحتها جميعها. في الواقع، تقرر آغنيس نشرها فقط حتى تتمكن من الحصول على نسخة مجانية. نُقلت هذه النسخة بعناية إلى أحفادها، وهي حاليًا بين يدي حفيدتها التي تُدعى أناثيما ديفايس. أحرق بعض مطاردي الساحرات آغنيس؛ ومع ذلك، نظرًا إلى أنها قد تنبأت بنهايتها النارية، فقد حزمت 80 رطلًا من البارود و40 رطلًا من مسامير التسقيف داخل سروالها الداخلي، وبذلك قُتل كل من شارك في عملية الحرق على الفور
بينما تعمّ الفوضى حول العالم، يحاول آدم تقسيم العالم بين عصابته. لكن بعد إدراكه أنه من خلال تطويقه للقوة المطلقة لن يكون قادرًا على الاستمرار في النمو كطفل عادي في منطقة لور تادفيلد، يقرر آدم منع حدوث نهاية العالم.
يجتمع كل من أناثيما، ونيوتن بولسيفر، والطبيب شادويل (آخر عضوين ضمن جيش مطاردة الساحرات)، والسيدة ترايسي (وهي وسيطة روحانية وجارة شادويل)، وآدم بصحبة عصابته، والملاك أزرافيل، والشيطان كراولي، في قاعدة عسكرية بالقرب من منطقة لور تادفيلد بهدف منع الفرسان الأربعة من التسبب بإشعال حرب نووية وإنهاء العالم. يقبض أصدقاء آدم على ثلاثة من الفرسان هم «الحرب والتلوث والمجاعة». بينما يظهر والد آدم الحقيقي، الشيطان، ليفرض نهاية العالم، يسارع آدم بتحريف كل شيء حتى يظهر والده البشري بدلًا من ذلك ويعود كل شيء إلى ما كان عليه.
في أعقاب نهاية العالم التي مُنع حدوثها، يناقش كراولي وأزرافيل ممتلكاتهما المستعادة وإمكانية حدوث نهاية عالم ثانية بين البشر والقوى المتحالفة في الجنة والجحيم؛ يقرر شادويل والسيدة ترايسي الزواج والانتقال للعيش معًا؛ تتلقى أناثيما ما تبقى من نبوءات آغنيس نوتر ولكن لا تقرؤها كي لا تُصبح مُلزمة بها؛ ويهرب آدم من مكانه ساعيًا وراء شهواته.